# داني روز (لاعب كرة قدم)
داني روز (بالإنجليزية: Danny Rose)‏ (10 ديسمبر 1993 ببارنسلي في المملكة المتحدة - ) هو لاعب كرة قدم بريطاني في مركز الهجوم. لعب مع نادي بارنسلي ونادي بوري.

## وصلات خارجية
- داني روز على موقع قاعدة بيانات كرة القدم.إي يو (الإنجليزية)